# StandUpMigranten/Episodenliste
Diese Episodenliste enthält alle Folgen der deutschen Comedyshow StandUpMigranten – Comedy mit allem und scharf. Die Fernsehsendung umfasst 3 Staffeln mit 23 Folgen.

## Staffel 1
| Nr. (ges.)                                                                                 | Nr. (St.) | Originaltitel                    | Erstausstrahlung D |
| ------------------------------------------------------------------------------------------ | --------- | -------------------------------- | ------------------ |
| 1                                                                                          | 1         | Wer bin ich – wenn ja wie viele? | 9. März 2013       |
| Gäste: Faisal Kawusi, Gesa Dreckmann, Ill-Young Kim und Masud Akbarzadeh                   |           |                                  |                    |
| 2                                                                                          | 2         | Mein Style ist geil!             | 23. März 2013      |
| Gäste: Vasilios Zavrakis, Marius Jung, Jilet Ayse und Tano Bokämper                        |           |                                  |                    |
| 3                                                                                          | 3         | Wodka im Biergarten              | 6. Apr. 2013       |
| Gäste: Pu, Alain Frei, Simon Pearce und Marek Fis                                          |           |                                  |                    |
| 4                                                                                          | 4         | Unmoralische Angebote            | 20. Apr. 2013      |
| Gäste: Murat Sen, Jacqueline Feldmann, Freddy Farzadi und John Doyle                       |           |                                  |                    |
| 5                                                                                          | 5         | Schwedische Gartinen?            | 4. Mai 2013        |
| Gäste: Roberto Capitoni, Alicja Heldt, Aylin Lefkeli und Chris Tall                        |           |                                  |                    |
| 6                                                                                          | 6         | Die Wahrheit liegt aufm Platz    | 18. Mai 2013       |
| Gäste: Luke Mockridge, Osman Citir, Christiane Olivier und Marek Fis                       |           |                                  |                    |
| 7                                                                                          | 7         | Ein deutscher Tag                | 1. Juni 2013       |
| Gäste: Matthias Seling, Eduardo D. Baptista-Garcia, Simon Pearce und Christian Schulte-Loh |           |                                  |                    |

## Staffel 2
| Nr. (ges.)                                                                      | Nr. (St.) | Originaltitel        | Erstausstrahlung D |
| ------------------------------------------------------------------------------- | --------- | -------------------- | ------------------ |
| 8                                                                               | 1         | Kommt klar damit!    | 28. Sep. 2013      |
| Gäste: Costa Meronianakis, Marvin Spencer, Berhane Berhane und Jilet Ayse       |           |                      |                    |
| 9                                                                               | 2         | Ghettoromantik       | 12. Okt. 2013      |
| Gäste: Freddy Farzadi, Tahnee Schaffarczyk, Javier Garcia und Fatih Çevikkollu  |           |                      |                    |
| 10                                                                              | 3         | Cup der Nationen     | 26. Okt. 2013      |
| Gäste: Don Clarke, Mademoiselle Mirabelle, Laurenz Mathieu und Masud Akbarzadeh |           |                      |                    |
| 11                                                                              | 4         | Krasser Flow         | 9. Nov. 2013       |
| Gäste: Serhat Doğan, Ingmar Stadelmann, Senay Duzcu und Ill-Young Kim           |           |                      |                    |
| 12                                                                              | 5         | Freundschaft!        | 23. Nov. 2013      |
| Gäste: Paco Erhard, Drew Portnoy, Enissa Amani und Niko Formanek                |           |                      |                    |
| 13                                                                              | 6         | Amazing!             | 7. Dez. 2013       |
| Gäste: Mark Britton, Aziz Tahriou, Andreas Mohr und Simon Pearce                |           |                      |                    |
| 14                                                                              | 7         | Babo is in the house | 21. Dez. 2013      |
| Gäste: Marek Fis, Cem-Ali Gültekin, Olivier Sanrey und Dave Davis               |           |                      |                    |
| 15                                                                              | 8         | Party on!            | 4. Jan. 2014       |
| Gäste: Severin Groebner, Pujan Yavari, Adrian Jamie Wierzbicki und Murat Topal  |           |                      |                    |

## Staffel 3
| Nr. (ges.)                                                                    | Nr. (St.) | Originaltitel      | Erstausstrahlung D |
| ----------------------------------------------------------------------------- | --------- | ------------------ | ------------------ |
| 16                                                                            | 1         | Es ist angerichtet | 22. März 2014      |
| Gäste: Alain Frei, Enissa Amani, Osan und Ingmar Stadelmann                   |           |                    |                    |
| 17                                                                            | 2         | Abgefahren!        | 5. Apr. 2014       |
| Gäste: Olivier Sanrey, Benaissa Lamroubal, Jilet Ayse und Kevin               |           |                    |                    |
| 18                                                                            | 3         | Freedom of Speech  | 19. Apr. 2014      |
| Gäste: Osman Citir, Stefan Haider, Ariana Baborie und Masud Akbarzadeh        |           |                    |                    |
| 19                                                                            | 4         | Folge 19           | 3. Mai 2014        |
| Gäste: Faisal Kawusi, Christiane Oliver, Elias Kordoba und Marek Fis          |           |                    |                    |
| 20                                                                            | 5         | Models of Comedy   | 17. Mai 2014       |
| Gäste: Kerim Pamuk, Chris Stephan, Vincent Pfäfflin und Christian Schulte-Loh |           |                    |                    |
| 21                                                                            | 6         | Happy Hour         | 31. Mai 2014       |
| Gäste: Dave Davis, Johnny Hollywood, Salim Rockefeller und Meltem Kaptan      |           |                    |                    |
| 22                                                                            | 7         | Sunshine Reggae    | 14. Juni 2014      |
| Gäste: Gesa Dreckmann, Ben Engin Akkaya, Jürgen Vogl und Ill-Young Kim        |           |                    |                    |
| 23                                                                            | 8         | What's up?!        | 28. Juni 2014      |
| Gäste: Fatih Çevikkollu, Sandra Petrat, Joannis Vamvakis und Berhane Berhane  |           |                    |                    |